# Canadian Imperial Bank of Commerce
Canadian Imperial Bank of Commerce (CIBC) является одной из крупнейших банковских компаний в Канаде. Штаб-квартира расположена в небоскрёбе Commerce Court в Торонто, Онтарио. Банковский номер CIBC — 010, а код SWIFT — CIBCCATT.
Основным регионом деятельности является Канада, также работает в США и на Карибах. CIBC обслуживает более 11 миллионов клиентов и насчитывает более 40 000 сотрудников. В рейтинге Forbes Global 2000 в 2016 году компания заняла 217 позицию. CIBC был назван самым сильным банком в Северной Америке и 3-м сильнейшим банком в мире журналом Bloomberg Markets.

## История
Компания Canadian Imperial Bank of Commerce возникла в 1961 году в результате слияния Canadian Bank of Commerce и Imperial Bank of Canada. В то время оба входили в число крупнейших банков Канады.

### Происхождение

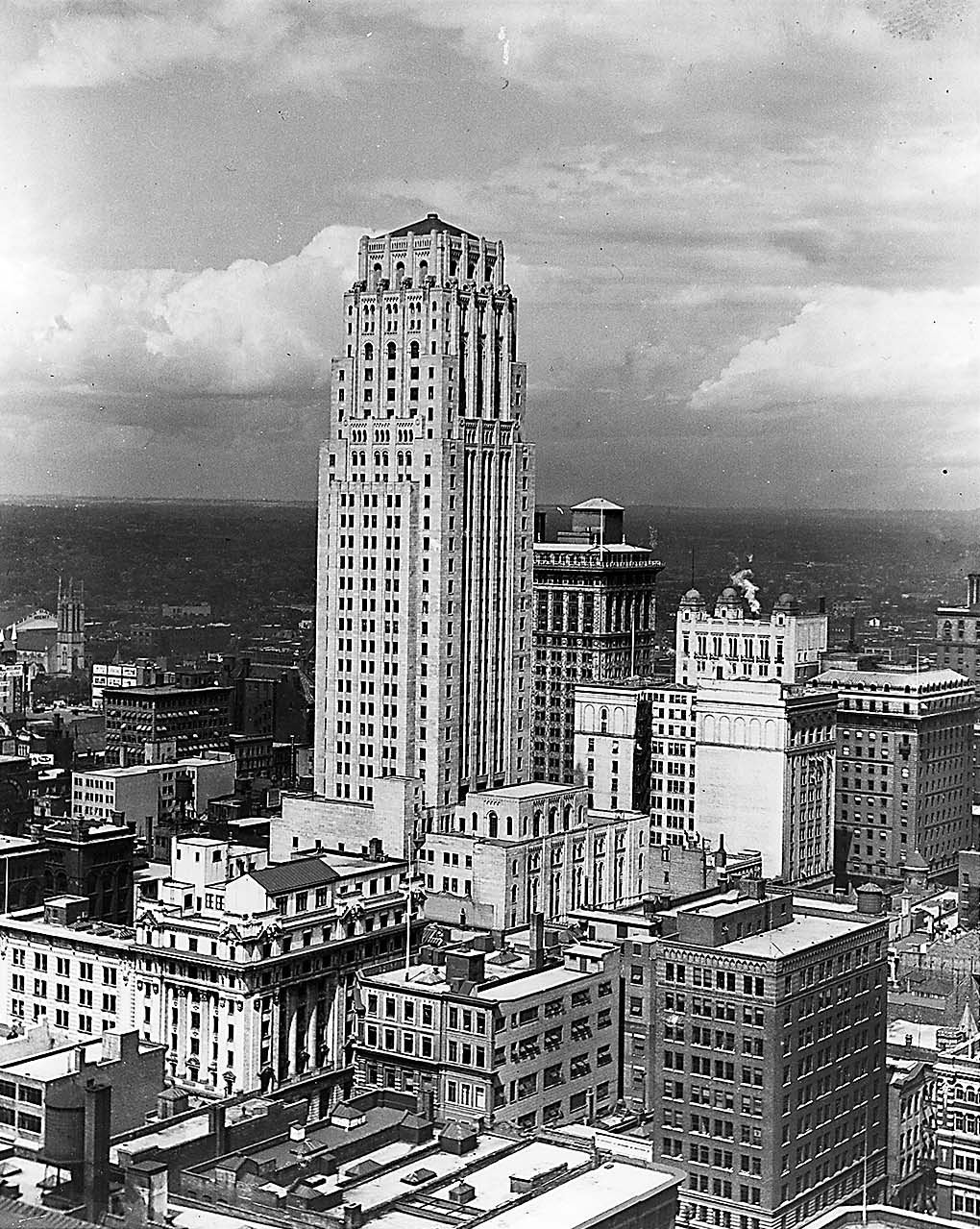
Commerce Building (около 1930), ныне известное как в Торонто

Уильям МакМастер основал Canadian Bank of Commerce 15 мая 1867 года в Торонто в качестве конкурента Bank of Montreal; к 1874 году у него было 24 отделения.
Imperial Bank of Canada открылся в Торонто 18 марта 1875 года, он был основан бывшим вице-президентом по торговле Генри Старком Хоуландом.
К концу 1895 года число отделений Canadian Bank of Commerce достигло 58, а Imperial Bank of Canada — 18.
Золотая лихорадка 1896 года в Юконе побудила правительство Доминиона попросить Canadian Bank of Commerce открыть филиал в Доусон-Сити. Приобретения в 1920-х годах образовали у Commerce Bank одну из крупнейших сетей филиалов в Канаде, состоящей из более чем 700 местных отделений, а также зарубежных представительств на Кубе, Ямайке, Барбадосе и Тринидаде.
Wood, Gundy & Company, предшественник инвестиционно-банковского подразделения CIBC, открыл свои двери 1 февраля 1905 года. Во время Первой мировой войны он занимал видную и активную роль в размещении Victory Loans (военных облигаций).
Canadian Bank of Commerce открыл свой новый головной офис в Торонто в 1931 году. В 1936 году Commerce стал первым канадским банком, создавшим отдел личных займов.
После Второй мировой войны оба банка открыли новые филиалы и начали предоставлять ипотечные кредиты (до этого им было запрещено заниматься ипотекой по закону от 1871 года).

### Формирование Canadian Imperial Bank of Commerce
В 1960 году председатель Imperial Стюарт Маккерси обратился к Нилу МакКиннону, президенту Commerce, с предложением объединить два банка. Это последовало после десятилетия бурного развития и индустриализации канадской экономики. 1 июня 1961 года Canadian Bank of Commerce и Imperial Bank of Canada объединились в Canadian Imperial Bank of Commerce с более чем 1200 отделениями в Канаде. Новая компания стала крупнейшей в Канаде по размеру активов и количеству отделений.
После слияния началось строительство новой штаб-квартиры, для чего был приглашён архитектор Бэйя Юйминя. Результатом стал Commerce Court, состоящий из ландшафтного двора, дополняющего прежнее здание, и включавшего недавно перестроенный торговый дом West Court площадью 240 м². После завершения строительства в 1973 году 57-этажное здание было самым высоким в Канаде и самым большим зданием из нержавеющей стали в мире.
В 1967 году и Канада, и CIBC праздновали свои столетия, и CIBC был единственным банком, представленным на Expo 67. Также в это время компьютеризация начала менять формы предоставления банковских услуг, и филиал Yonge and Bloor в Торонто стал первым канадским отделением банка обслуживающий счета клиентов через компьютер. Это также ознаменовало введение межотраслевого банковского обслуживания. К концу десятилетия CIBC представила первый круглосуточный банкомат, которые впоследствии стали повсеместными.
В 1987 году были внесены изменения в федеральные и провинциальные нормативные акты, запрещавшие финансовым компаниям совмещать функции банков, инвестиционных дилеров, трастовых компаний и страховых компаний. CIBC быстро воспользовался этим и стал первым канадским банком, управляющим инвестиционной компанией CIBC Securities.
В 1988 году CIBC приобрёл контрольный пакет акций в Wood Gundy, выйдя на рынок андеррайтинга. Вскоре после этого корпорация объединила Wood Gundy и CIBC Securities под названием CIBC Wood Gundy, которая была переименована в CIBC Oppenheimer в 1997 году, а затем к ним был присоединён CIBC World Markets.
В 1992 году CIBC внедрил автоматизированный телефонный банкинг; в 1995 году банк запустил свой веб-сайт, и вскоре после этого начал предлагать банковские услуги онлайн. В 1998 году CIBC присоединился к Loblaws, чтобы создать «President’s Choice Financial», который имеет отделения в 28 магазинах в Оттаве.
CIBC согласился слиться с Toronto-Dominion Bank в 1998 году, однако правительство Канады по рекомендации тогдашнего министра финансов Пола Мартина заблокировало слияние — а также другое предложение, предложенное Bank of Montreal и Royal Bank of Canada.
В октябре 2006 года CIBC продали свой корпоративный бизнес по кредитным картам, ранее приобретённый у Royal Bank of Canada, в U.S. Bank Canada. В этом же году биржевой тиккер на Нью-Йоркской фондовой бирже изменился с BCM на CM, чтобы привести его в соответствие с символом тикера на Фондовой бирже Торонто.
В декабре 2006 года CIBC приобрела контрольный пакет акций в 43,7 % у Barclays Bank принадлежащего ей публично открытого совместного предприятия FirstCaribbean International Bank на сумму чуть более US$1 млрд (Bds$2 млрд). CIBC переименовали подразделение в CIBC FirstCaribbean International Bank в 2011 году.
12 февраля 2009 года Trinidad and Tobago Express сообщили, что CIBC ведёт переговоры о покупке доли CL Financial в Republic Bank (Тринидад и Тобаго). В рамках соглашения о финансовом оздоровлении между CL Financial и правительством Тринидад и Тобаго в период глобального финансового кризиса 2008—2009 годов корпорация была обязана продать Republic Bank и другие активы. По состоянию на февраль 2011 года CL Financial ещё не согласилась на продажу.
В феврале 2010 года CIBC стал первым банком в Канаде, запустившем банковское мобильное приложение на iPhone. За первый месяц было сделано 100 000 загрузок, и с момента введения было более 1 млн клиентских входов в CIBC Mobile Banking. Четыре месяца спустя компания объявила о подписании соглашения о покупке портфеля кредитных карт с $2,1 млрд от Citigroup в Citibank Canada MasterCard.
Наконец, в октябре 2010 года CIBC объявила, что она станет первой банковской компанией в Канаде, которая представит дебетовую карту Visa.
В апреле 2013 года CIBC достигли соглашения с Invesco о приобретении Atlantic Trust, подразделения по управлению активами за 210 млн долларов США.
CIBC объявила в июне 2016 года, что приобретают коммерческий банк PrivateBancorp (Чикаго) за US$3,8 млрд.

## Деятельность
Основным источником выручки CIBC является чистый процентный доход, в 2020 финансовом году он составил 11 млрд канадских долларов из 18,7 млрд. 13,9 млрд выручки пришлось на Канаду, 2,8 млрд на США, 1,5 млрд на Карибский регион. Из 770 млрд активов ($579 млрд, в числе 60 крупнейших банков мира) 406 млрд составили выданные кредиты. Принятые депозиты составили 571 млрд. 555 млрд активов пришлось на Канаду.
Подразделения:
- Canadian Personal and Business Banking — банковские услуги частным клиентам, малому и среднему бизнесу в Канаде; выручка 8,5 млрд, активы 262 млрд.
- Canadian Commercial Banking and Wealth Management — коммерческий банкинг и управление активами в Канаде; выручка 4,1 млрд, активы 66 млрд.
- U.S. Commercial Banking and Wealth Management — коммерческий банкинг и управление активами в США; выручка 2,1 млрд, активы 55 млрд.
- Capital Markets — услуги на глобальных рынках капитала; выручка 3,5 млрд, активы 221 млрд.
- Corporate and Other — корпоративный центр и неосновные направления деятельности; выручка 0,6 млрд, активы 131 млрд.

|                                    | Активы, млрд CA$ | Депозиты, млрд CA$ | Собственные средства, млрд CA$ | Выручка, млрд CA$ | Чистая прибыль, млрд CA$ | Рыночная капитализация, млрд CA$ | Сотрудников, тыс. чел. |
| ---------------------------------- | ---------------- | ------------------ | ------------------------------ | ----------------- | ------------------------ | -------------------------------- | ---------------------- |
| Toronto-Dominion Bank              | 1716             | 1135               | 95,5                           | 43,65             | 11,9                     | 159,5                            | 89,6                   |
| Royal Bank of Canada               | 1625             | 1012               | 80,72                          | 47,18             | 11,44                    | 179,1                            | 83,8                   |
| Bank of Montreal                   | 949              | 659                | 50                             | 23,48             | 5,2                      | 81,6                             | 43,4                   |
| Canadian Imperial Bank of Commerce | 770              | 571                | 41,34                          | 18,74             | 3,79                     | 63,8                             | 43,9                   |

### Северная Америка
- CIBC Mellon Global Securities Services: образована CIBC, Mellon Bank Corp. (в настоящее время The Bank of New York Mellon) и Canada Trust’s (теперь TD Canada Trust) в 1997 году как пенсионный и депозитарный бизнес.
- Canadian Eastern Finance Limited (CEF): образована CIBC и Hutchison Whampoa (Гонконг); включает CEF Capital Limited, CEF Investment Management Limited.
- President’s Choice Financial: совместное предприятие CIBC и Loblaw Companies Limited; предоставляет банковские услуги, такие как: депозитные счета, инвестиции. Кредитные продукты (за исключением MasterCard) предоставляются подразделением CIBC Retail Markets, ранее Amicus Bank. В 2005 году Amicus был распущен и стал отдельным юридическим лицом.
- Amicus FSB: такая же структура, что и President’s Choice Financial, была создана в 1999 году в Соединенных Штатах с Winn Dixie и Safeway Inc. под маркой Bankplace Bank и Safeway Select Bank. Была распущена в 2002 году и продана E-Trade Bank.
- Soltrus Inc 2001: поставщик цифровых доверительных сервисов для предприятий и потребителей для связи и совершения сделок через цифровые сети, принадлежащие CIBC, Telus Corp и VeriSign.
- Aplettix Inc 2000: фирма, специализирующаяся на безопасных транзакционных системах в банковском секторе; CIBC подписал соглашение с нью-йоркской фирмой в 2000 году, но позже проект был оставлен для альтернатив, таких как с VeriSign.

### Карибский бассейн и Вест-Индия

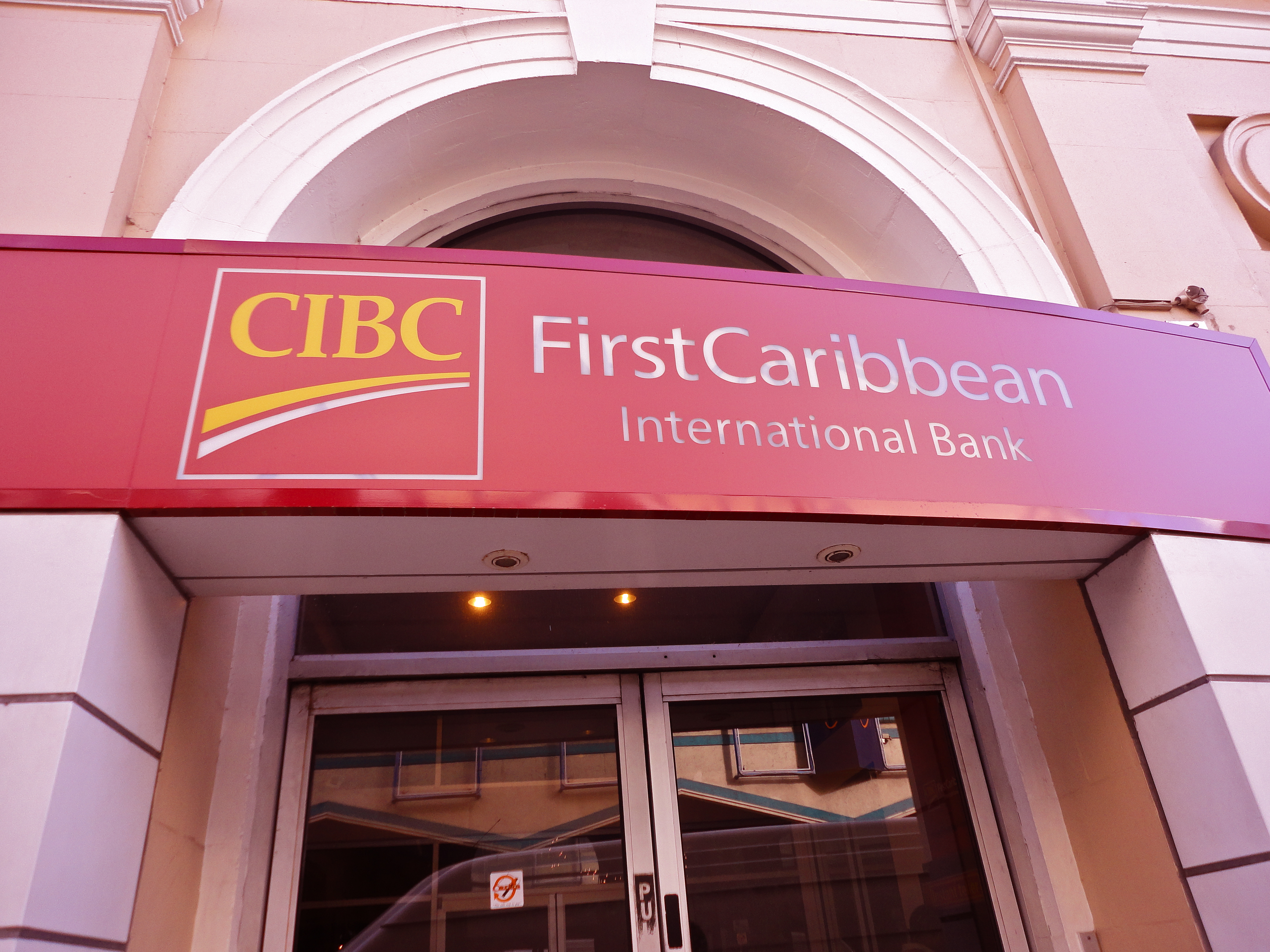
Филиал CIBC FirstCaribbean в Бриджтауне, Барбадос

В 1920 году Canadian Bank of Commerce открыл свои первые филиалы в Вест-Индии в Бриджтауне, Барбадос и в Кингстоне, Ямайка. В том же году он открыл филиалы в Порт-оф-Спейне, Тринидад и Тобаго и Гаване, Куба. Его первый филиал в Мехико открылся в 1910 году. В 1957 году банк открыл филиал в Нассау, Багамские Острова, а в последующие годы расширил свою деятельность на Ямайке.
В период с 1963 по 1988 год банк расширил свою сеть в Барбадосе, открыв отделения в Сент-Винсент, Антигуа и Сент-Люсия. В 1988 году CIBC продал 45 % своих акций в CIBC Jamaica через выпуск акций на рынок. В период с 1993 по 1996 год банк реорганизовал свои подразделения в странах Карибского бассейна с включением CIBC West Indies Holdings Limited и CIBC Caribbean Limited. CIBC West Indies Holdings затем продал 30 % своих акций.
31 октября 2001 года Barclays и CIBC договорились объединить свои карибские операции с созданием FirstCaribbean International Bank. CIBC выкупил долю Barclays в 2006 году, получив контроль над 92 % акций FirstCaribbean, который был переименован в CIBC FirstCaribbean International Bank. В 2010 году CIBC приобрела 22,5 % акций Butterfield Bank, Бермуды.

### Реструктуризация и аутсорсинг
- HP Intria Items (Intria Corp): сформирована CIBC с Hewlett-Packard и Fiserv Canada в 1996 году; в 2005 году CIBC приобрела оставшиеся акции у Fiserv, а Intria стала подразделением CIBC.
- EDULINX Canada Corporation: основана в 1999 году; была продана Nelnet Canada Inc., часть канадской компании Nelnet, Inc., в конце 2004 года.
- Бейсбольный клуб Торонто Блю Джейс: владели клубом с 1977 года, совместно с Labatt’s Breweries; продали свои 10 % акций Rogers Media в 2000 году.
- CIBC Leadership Centre: в 2001 году Benchmark Hospitality (один из объектов) был продан.
- TSYS: В 2002 году было подписано 10-летнее соглашение с Total Systems Services Inc., Колумбус, штат Джорджия, о передаче операций по обработке кредитных карт.
- Juniper Financial Corporation: была приобретена как эмитент кредитных карт Уилмингтон, Делавэр в 2001 году и продана Barclays Bank в 2004 году.[19]

### Разное
Ли Кашин, гонконгский миллиардер, был крупнейшим иностранным акционером банка более двух десятилетий, но в начале 2005 года он продал свою часть (около 1,2 млрд канадских долларов) для создания канадской благотворительной организации, Фонда Ли Кашина. CIBC был выбором Кашина для финансирования многих его канадских предприятий, например, Husky Energy. Кашин, как сообщается, поддержал главу CIBC Холгера Клюге, чтобы получить руководящие должности в Al Flood.

## Спонсорство
Как соучредитель бейсбольного клуба Торонто Блю Джейс, CIBC был официальным банком команды до продажи своей доли в 2000 году.
CIBC в 1991 году сотрудничал с Air Canada, предлагая кредитные карты в рамках программы лояльности авиакомпании Aeroplan. В 2009 году руководители программы объявили, что новое соглашение с Toronto-Dominion Bank вступит в силу с 1 января 2014 года.
В рамках своей покупки MasterCard от Citibank Canada в 2010 году CIBC приобрела ко-брендинговую кредитную карту Petro-Canada и продолжает совместно продавать карту.
27 октября 2011 года CIBC объявила о партнёрстве с Организационным комитетом PANAM Toronto 2015, чтобы стать главным партнером Панамериканских игр 2015 года и Парапанских американских игр 2015 года.
CIBC является отраслевым партнёром Университета Ватерлоо Стратфорд Кампус.

## Критика

### Enron
22 декабря 2003 года Комиссия по ценным бумагам и биржам США (SEC) оштрафовала CIBC US на $80 млн за свою роль в манипулировании финансовой отчетностью Enron: $37,5 млн для погашения полученных нечестных доходов, штраф в размере $37,5 млн и $5 млн в виде процентов. Эти деньги должны быть возвращены жертвам мошенничества Enron в соответствии с положениями Fair Fund в Разделе 308 (a) Закона Сарбейнса-Оксли 2002 года.
SEC также подала в суд на трех руководителей CIBC. Исполнительный вице-президент CIBC Даниэль Фергюсон и бывший исполнительный директор CIBC Марк Вольф согласились выплатить $563 000 и $60 000 соответственно. Ян Шоттлендер, бывший управляющий в финансовой группе CIBC по финансовым рискам в Нью-Йорке, первоначально оспаривал эти обвинения, но 12 июля 2004 года он согласился заплатить $528 750, а также был лишён возможности выступать в качестве должностного лица или директора публично торгуемых акций Компании сроком на пять лет. В соответствии с этими соглашениями лица не признают и не отрицают правонарушений.
В жалобе SEC говорится, что «CIBC и его три руководителя помогли Enron ввести в заблуждение инвесторов Enron посредством серии сложных транзакций структурированного финансирования в течение нескольких лет, предшествовавших банкротству Enron». Соглашение, достигнутое между SEC и CIBC, обязывает CIBC соблюдать положения внутреннего контроля в федеральных законах о ценных бумагах.
2 августа 2005 года CIBC заплатил US$2,4 млрд за урегулирование группового иска, возбуждённого группой пенсионных фондов и инвестиционных менеджеров, включая Калифорнийский университет, который утверждает, что «систематическое мошенничество со стороны Enron и его сотрудников привело к потере миллиардов средств и краху компании».

### Market timing
25 июля 2005 года CIBC подтвердили, что заплатит US$125 млн для прекращения расследования о роли CIBC в скандале 2003 года по взаимному фонду. Линда Чатман Томсон, директор отдела приведения в исполнение SEC, сказала: «Зная финансирование поздних торгов и рыночных сроков клиентов, а также предоставление финансирования в гораздо больших размерах, чем позволяет закон, CIHI и World Markets повысили прибыль от торговых операций своих клиентов за счёт долгосрочных паевых фондов акционеров». Согласно урегулированию, CIBC не признал и не опроверг эти утверждения.

### Владельцы карт Visa
27 августа 2004 года CIBC подтвердили, что урегулируют в досудебном порядке групповой иск от имени держателей карт CIBC Visa. Истцы утверждали, что конверсионные операции в иностранной валюте привели к нераскрытой или недостаточно раскрытой надбавке. После одобрения судьёй Высшего суда провинции Онтарио CIBC объявила 15 октября 2004 года, что урегулирование приведет к тому, что банк выплатит C$13,85 млн своим держателям карт, $1 млн — «United Way», $1,65 млн — Фонду группового действия Юридического общества Верхней Канады, и $3 млн судебных издержек.

### Добровольное возмещение ошибочных платежей
20 мая 2004 года CIBC объявили, что вернут C$24 млн некоторым из своих клиентов, потерянные в результате ошибочного овердрафта и ипотечных платежей, которые были обнаружены в ходе внутренней ревизии. В связи с аналогичным инцидентом, о котором было объявлено 27 апреля 2006 года, было возмещено ещё C$27 млн примерно 200 тысячам клиентов.

## Дочерние компании
Основные дочерние компании на 2020 год:
- CIBC Asset Management Inc. (Канада)
- CIBC BA Limited (Канада)
- CIBC Bancorp USA Inc. (Чикаго, США)
- Canadian Imperial Holdings Inc. (Нью-Йорк, США)
- CIBC Inc. (Нью-Йорк, США)
- CIBC World Markets Corp. (Нью-Йорк, США)
- CIBC Bank USA (Чикаго, США)
- CIBC Private Wealth Group, LLC (Атланта, США)
- CIBC Delaware Trust Company (Уилмингтон, США)
- CIBC National Trust Company (Атланта, США)
- CIBC Private Wealth Advisors, Inc. (Чикаго, США)
- CIBC Investor Services Inc. (Канада)
- CIBC Life Insurance Company Limited (Канада)
- CIBC Mortgages Inc. (Канада)
- CIBC Securities Inc. (Канада)
- CIBC Trust Corporation (Канада)
- CIBC World Markets Inc. (Канада)
- CIBC Wood Gundy Financial Services Inc. (Канада)
- CIBC Wood Gundy Financial Services (Quebec) Inc. (Канада)
- INTRIA Items Inc. (Канада)

- CIBC Australia Ltd Sydney (Австралия)
- CIBC Capital Markets (Europe) S.A. (Люксембург)
- CIBC Cayman Holdings Limited (Острова Кайман)
- CIBC Cayman Bank Limited (Острова Кайман)
- CIBC Cayman Capital Limited (Острова Кайман)
- CIBC Cayman Reinsurance Limited (Острова Кайман)
- CIBC Investments (Cayman) Limited (Острова Кайман)
- FirstCaribbean International Bank Limited (91,7 %, Барбадос)
- CIBC Bank and Trust Company (Cayman) Limited (91,7 %, Острова Кайман)
- CIBC Fund Administration Services (Asia) Limited (91,7 %, Гонконг)
- FirstCaribbean International Bank (Bahamas) Limited (87,3 %, Багамские острова)
- Sentry Insurance Brokers Ltd. (87,3 %, Багамские острова)
- FirstCaribbean International Bank (Barbados) Limited (91,7 %, Барбадос)
- FirstCaribbean International Finance Corporation (Leeward & Windward) Limited (91,7 %, Сент-Люсия)
- FirstCaribbean International Securities Limited (91,7 %, Ямайка)
- FirstCaribbean International Bank (Cayman) Limited (91,7 %, Острова Кайман)
- FirstCaribbean International Finance Corporation (Netherlands Antilles) N.V. (91,7 %, Нидерландские Антильские острова)
- FirstCaribbean International Bank (Curacao) N.V. (91,7 %, Нидерландские Антильские острова)
- FirstCaribbean International Bank (Jamaica) Limited (91,7 %, Ямайка)
- FirstCaribbean International Bank (Trinidad and Tobago) Limited (91,7 %, Тринидад и Тобаго)
- FirstCaribbean International Trust Company (Bahamas) Limited (91,7 %, Багамские острова)
- FirstCaribbean International Wealth Management Bank (Barbados) Limited (91,7 %, Барбадос)
- CIBC World Markets (Japan) Inc. (Япония)

## Примечательные здания

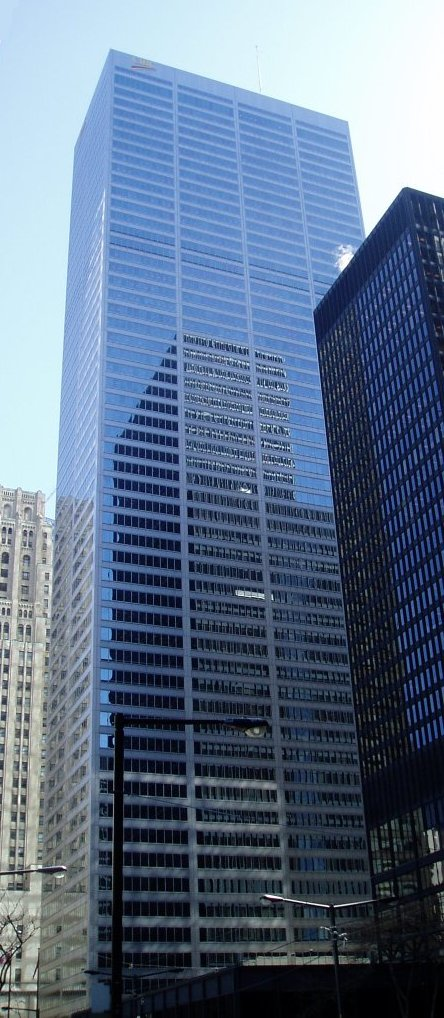
Commerce Court в Торонто
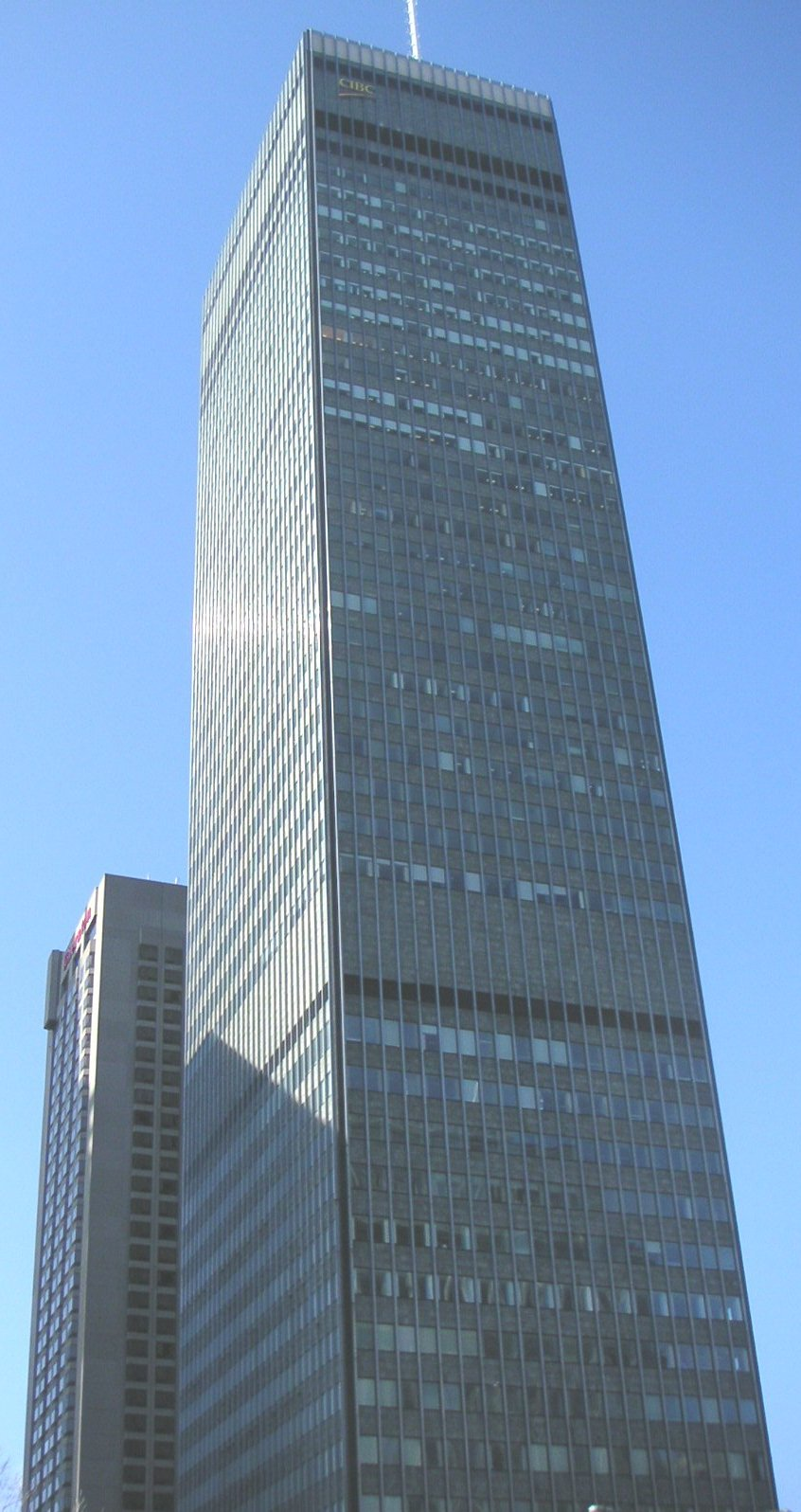
CIBC Tower в центре Монреаля
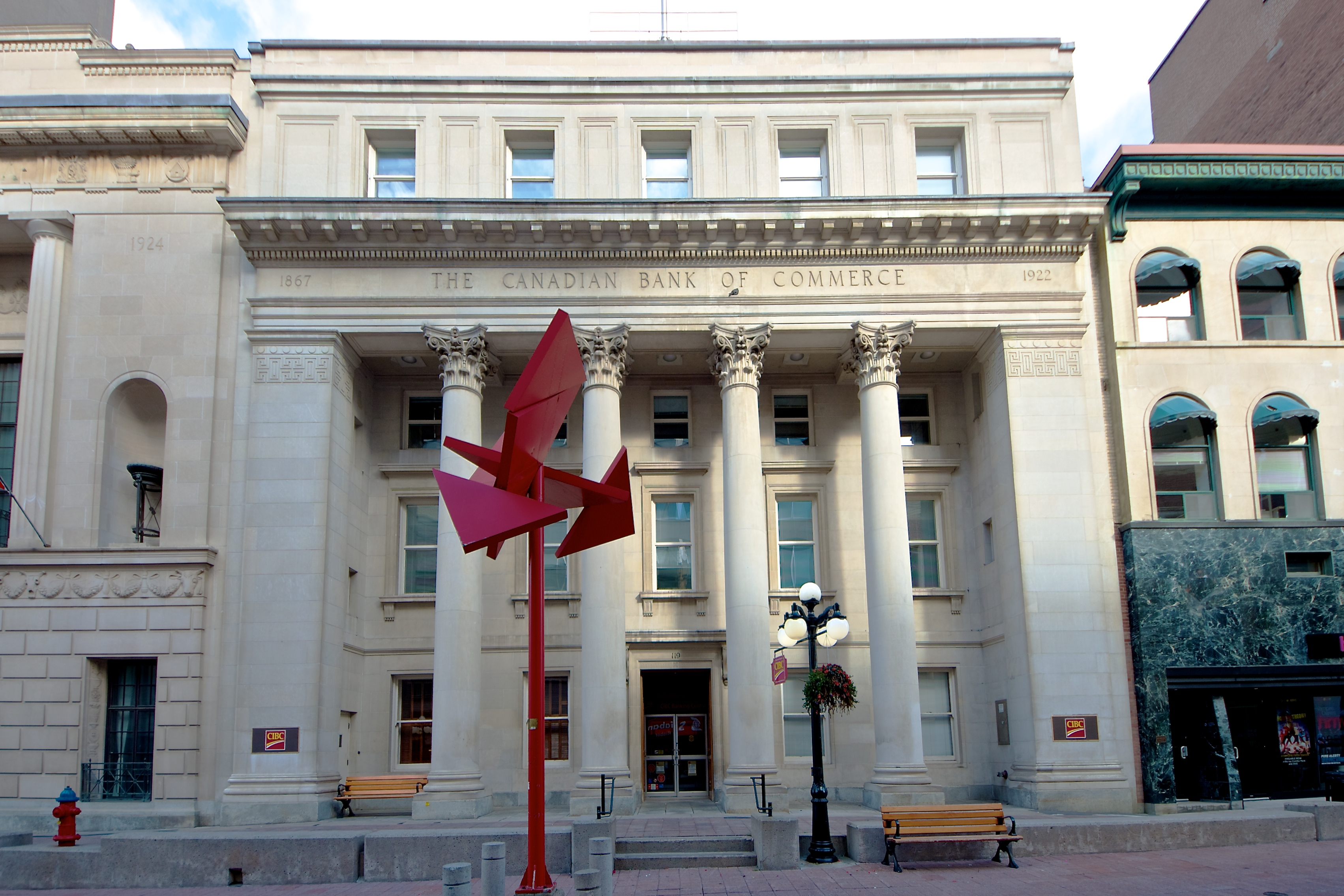
CIBC на Спаркс-стрит в центре Оттавы
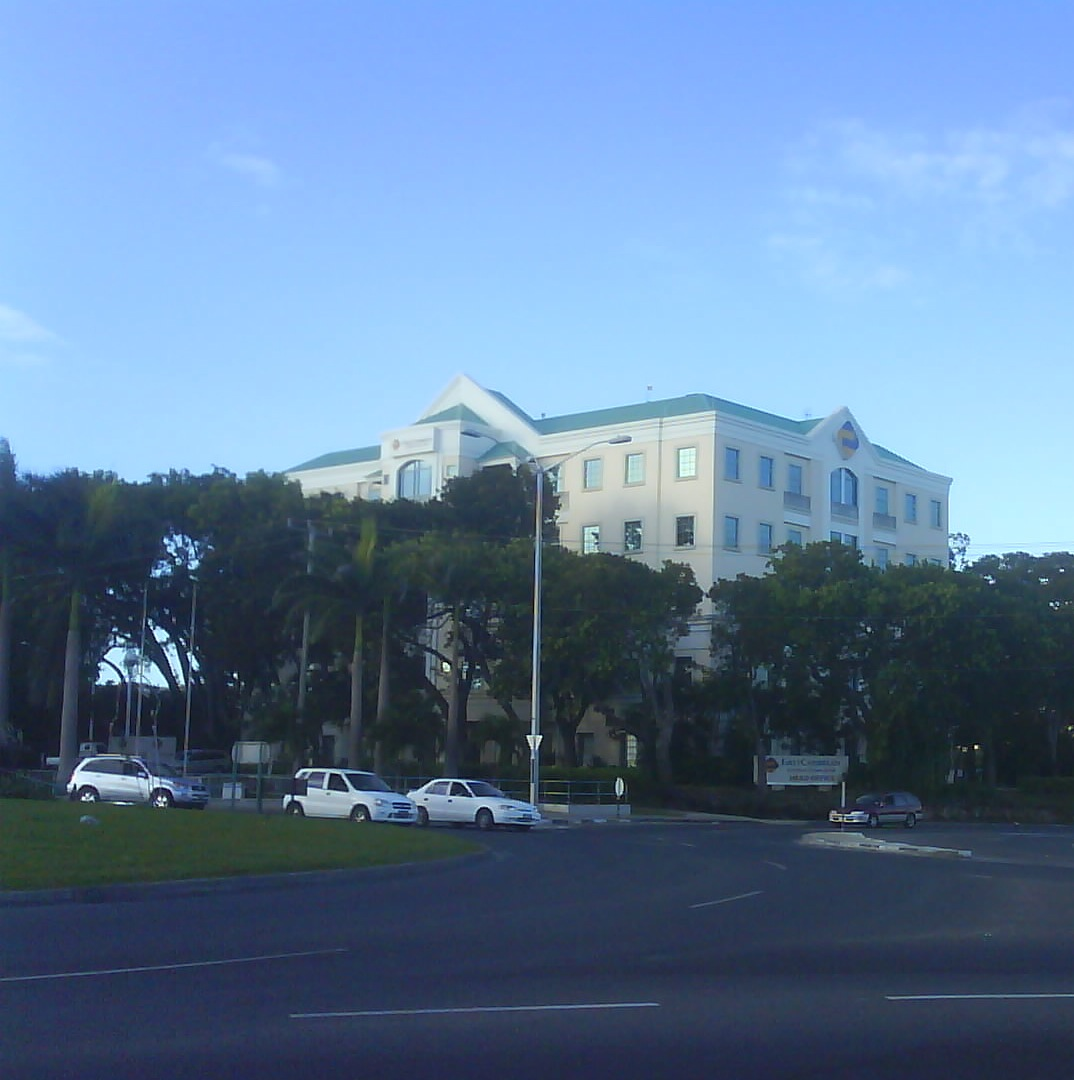
Региональный головной офис CIBC FirstCaribbean, Уорренс, Барбадос
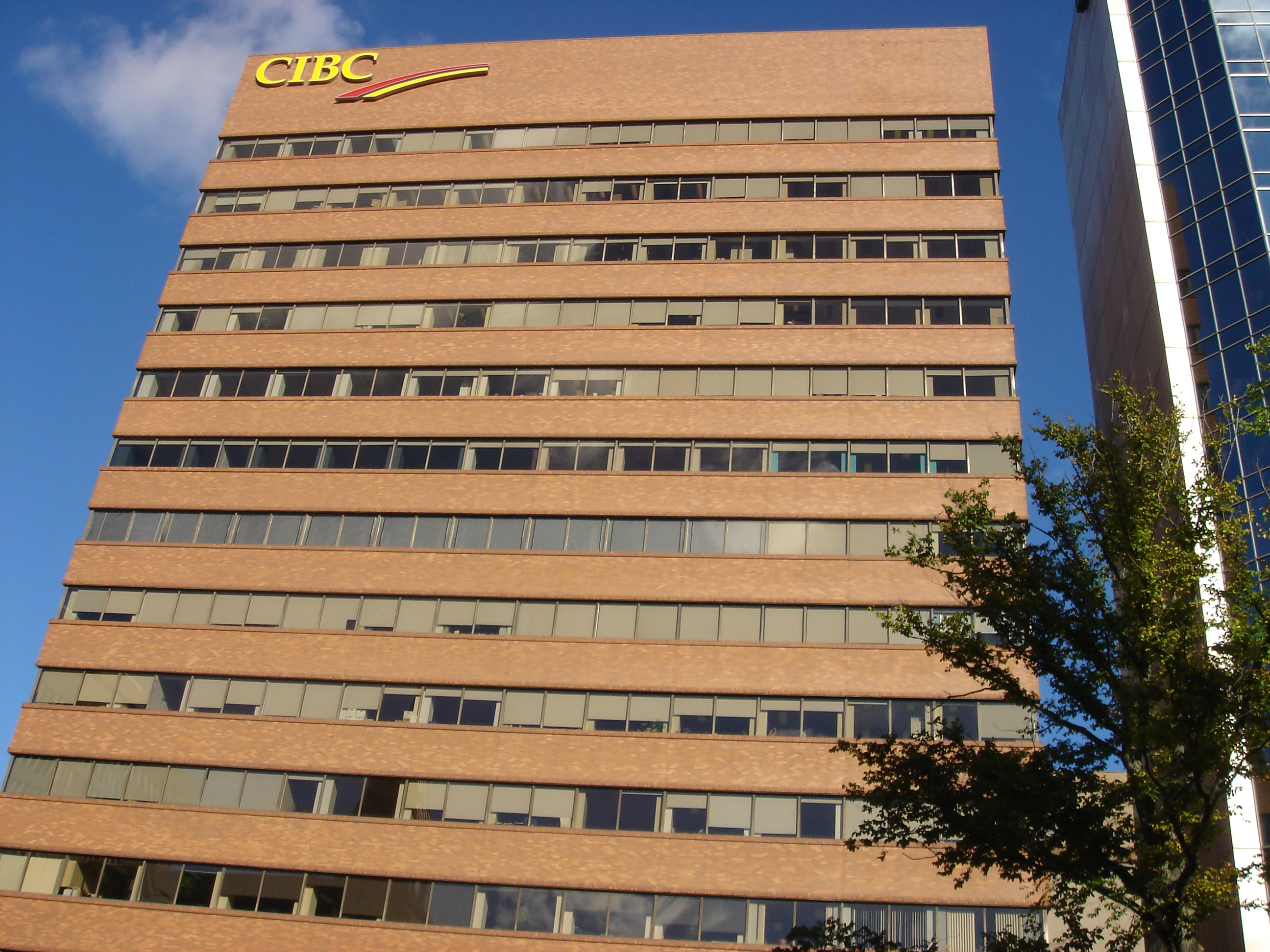
Здание CIBC в Галифаксе
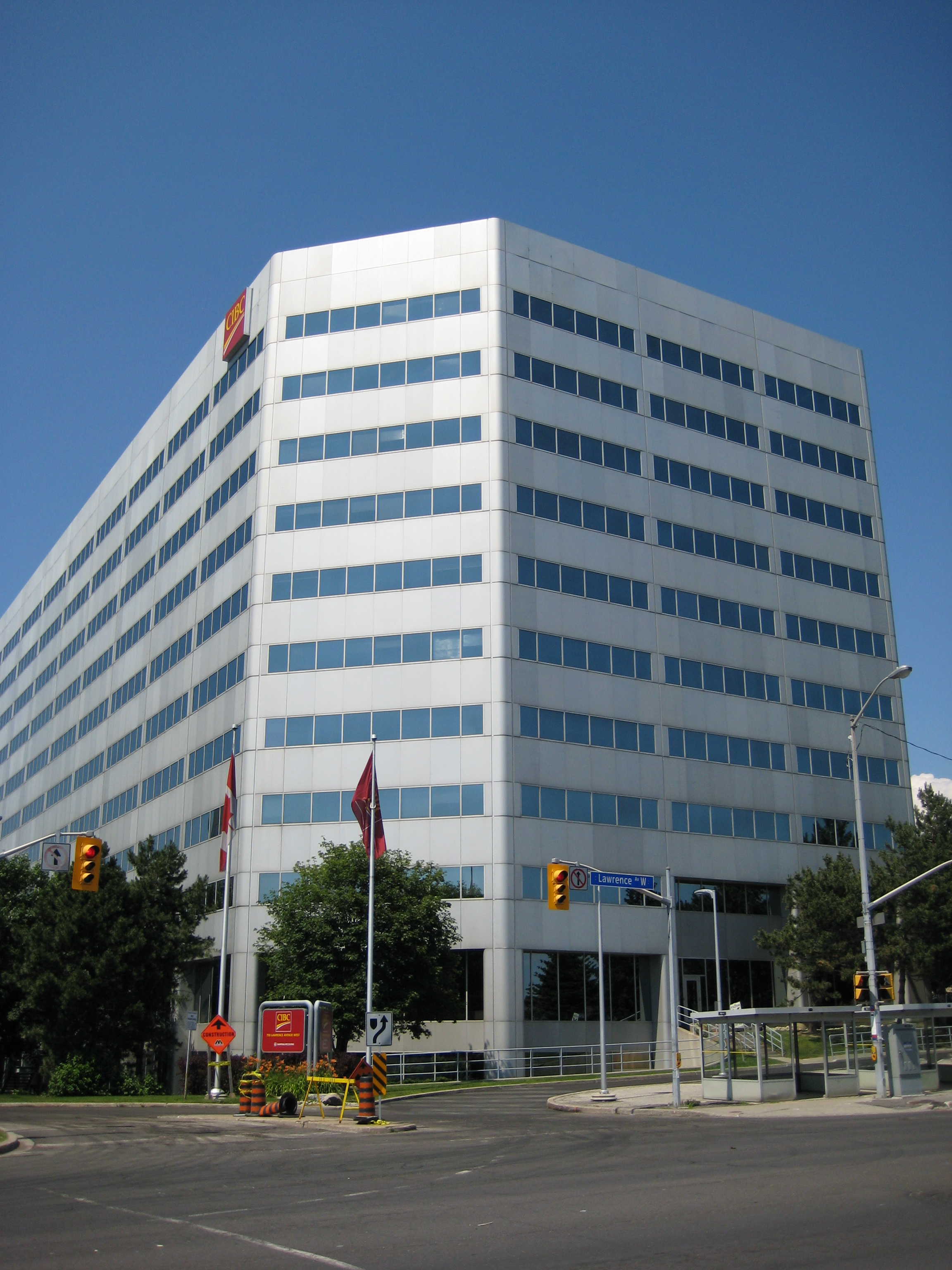
750 Lawrence, Торонто
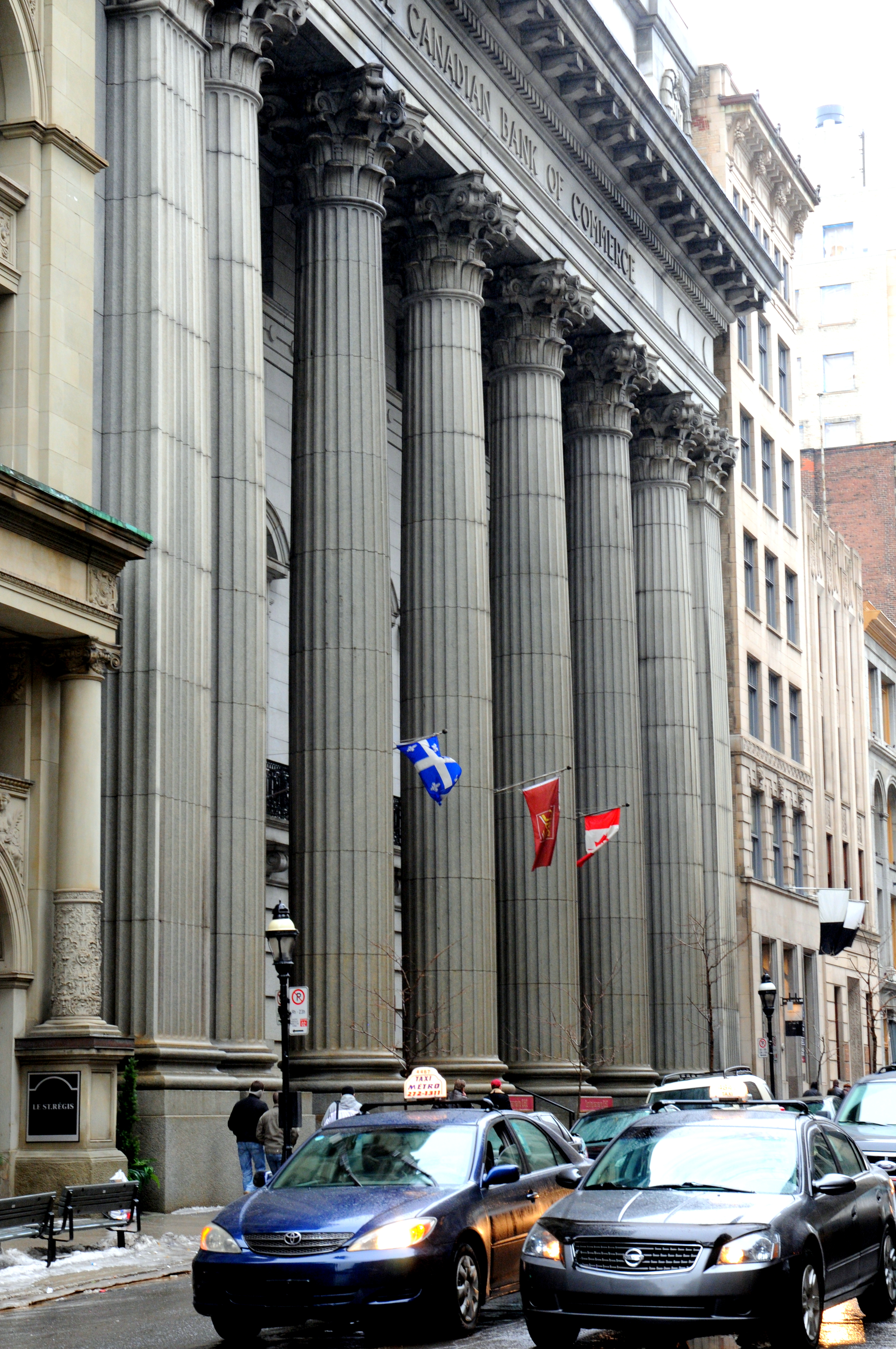
CIBC в Монреале
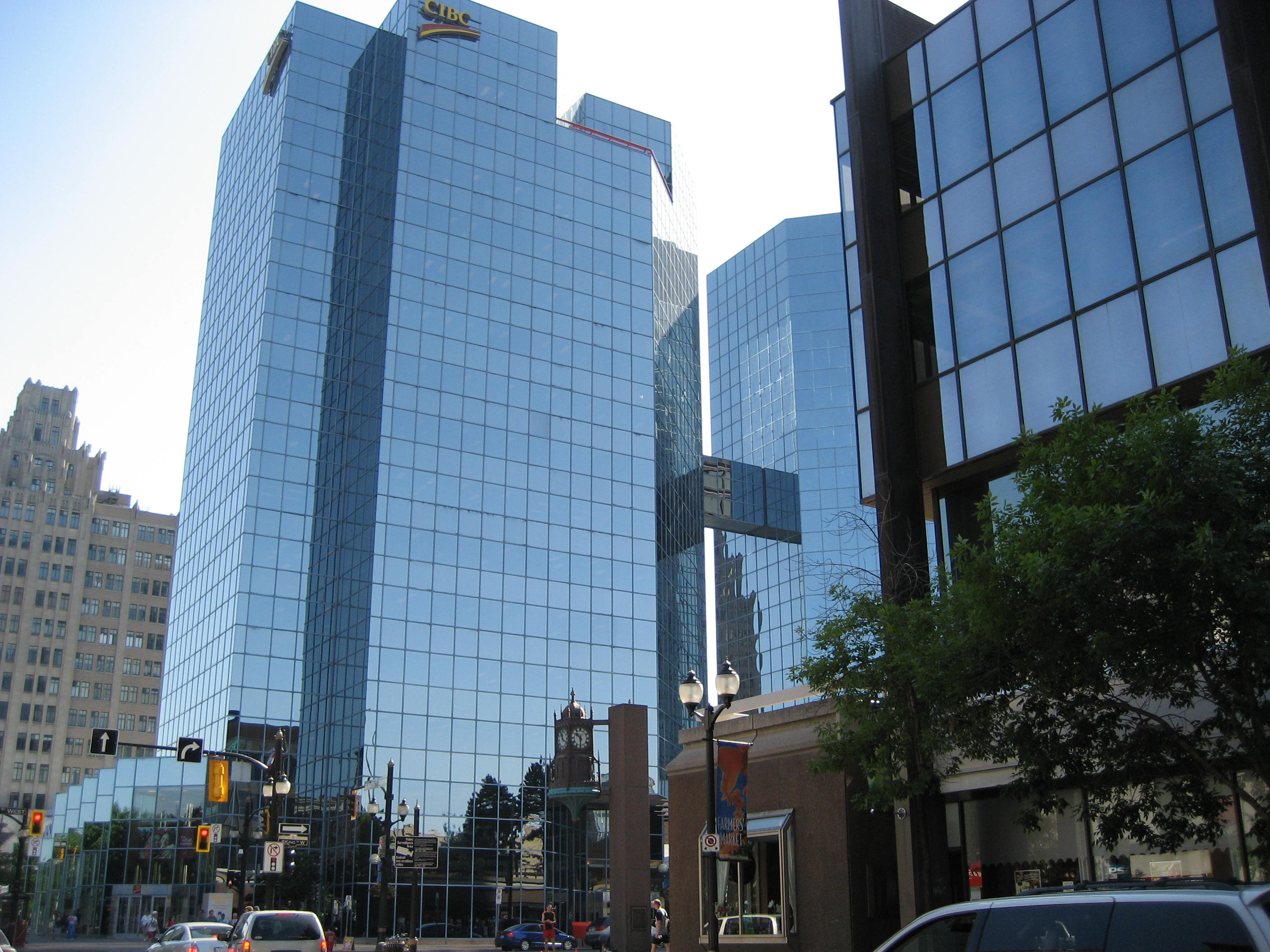
Commerce Place, Гамильтон
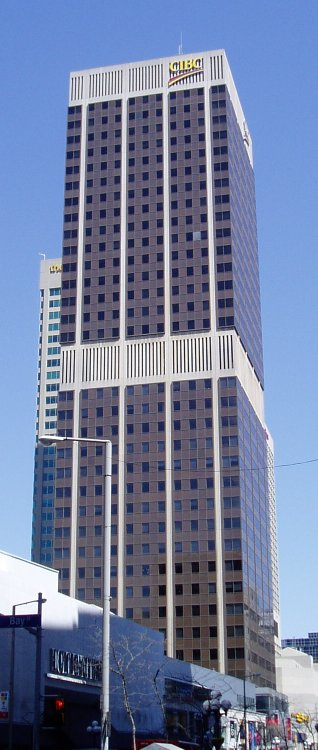
Two Bloor West, Торонто
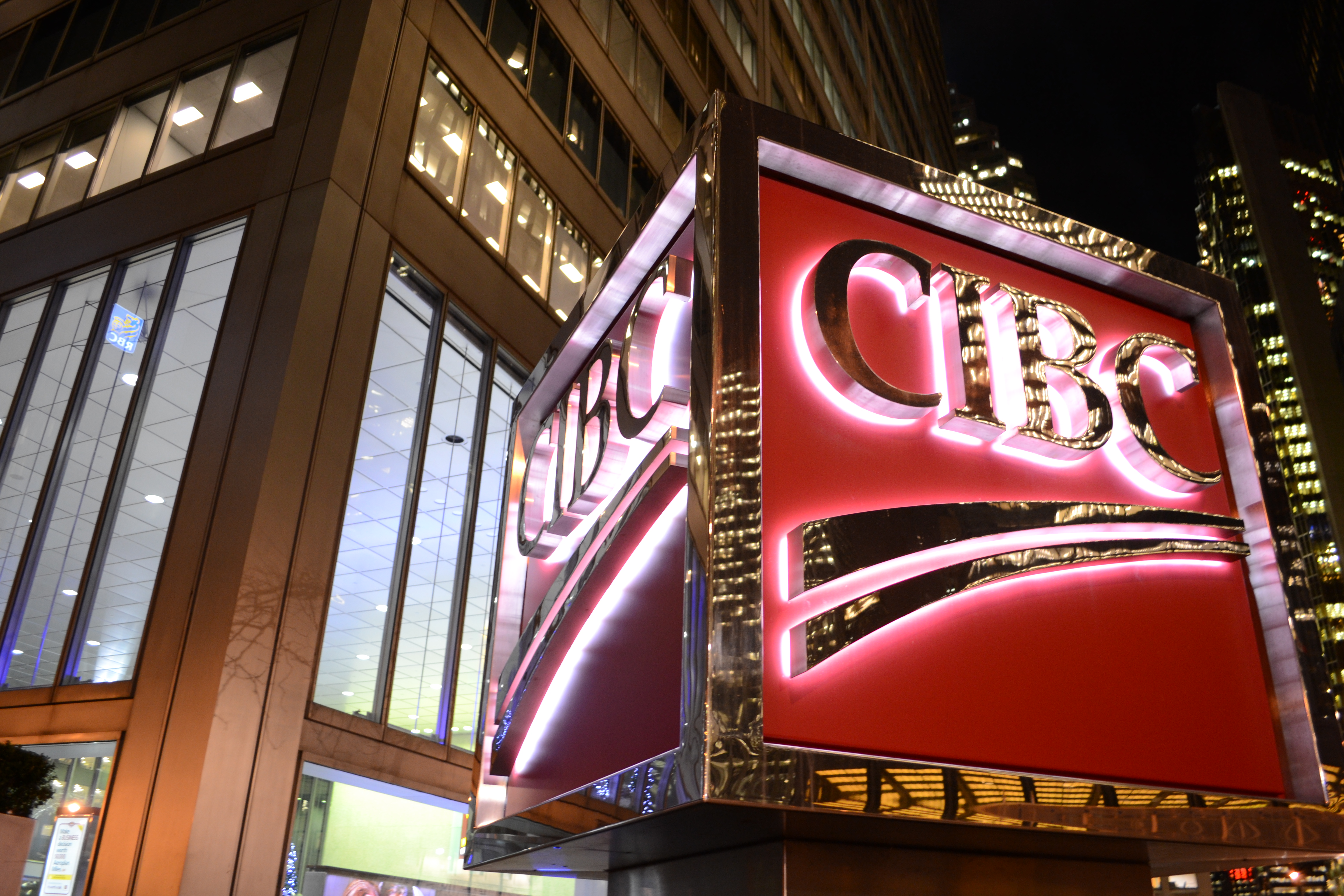
Финансовый район Торонто